# 坚果壳

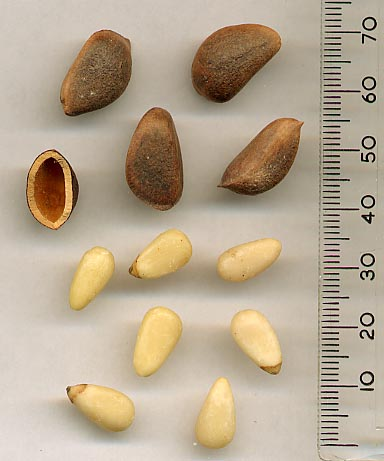
红松果 — 上方为带壳的及其壳；下方为不带壳的

坚果壳（nutshell）就是一个坚果的外壳。大多数坚果壳是不能食用的，会在吃坚果里面的肉之前被去除。

## 使用
多数坚果壳在不同情形下有一定的用处。胡桃果壳可以用于清洁、可以用作矽藻土炸藥的填充物，或是作为涂料增稠剂。长山核桃、扁桃、巴西堅果、栓皮櫟和其他大部分坚果的壳通常可用于堆肥。
一些坚果壳疏松多孔，可以用于通过热解制造活性炭。
坚果壳还可以用于包装材料中的填充物，以在运输中保护易碎物品。